# Кандалов, Валентин Васильевич
Валентин Васильевич Кандалов (12 октября 1930, с. Натальино, Куйбышевская область, РСФСР — 25 ноября 2016, Чита, Забайкальский край, Российская Федерация) — советский и российский художник, заслуженный художник России.

## Биография
Детство и юность провел в Хабаровске.
В 1965 г. окончил Иркутское художественное училище, после переехал в Забайкалье. В этом же году начал преподавать черчение и рисование в школах № 28, 9 и 3 г. Читы. В конце 1967 г. начал работать художником-оформителем в объединении «Промтовары». Возглавлял коллектив художественной мастерской.
С начала 2000-х гг. являлся активным участником выставок разного уровня — областных, зональных, республиканских, международных. Персональные показы прошли в Чите (2003-2006, 2008-2014, 2015), в Краснокаменске (2002) и Борзе. Участник международных выставок забайкальских авторов в Китае и Монголии. Отдавал предпочтение в основном пейзажному жанру.
Произведения находятся в музеях и частных собраниях в России, Корее, Китае, Монголии, Италии, США.

## Награды и звания
Заслуженный художник России, заслуженный деятель искусств Забайкальского края. Удостоен медали «За доблестный труд в годы Великой Отечественной войны».